# Stormrondje
Een stormrondje is een zeilmanoeuvre om een gevaarlijke gijp te voorkomen. Men verandert van koers door een bijna volledig rondje te varen en een overstag uit te voeren in plaats van een gijp.
Bij harde wind, als een normale gijp moeilijk uitvoerbaar of riskant wordt gevonden, kan het stormrondje uitkomst bieden. Het is de bedoeling dat er snel wordt opgeloefd tot aan de wind, vervolgens overstag wordt gegaan, om daarna weer af te vallen in de richting waar men heen wil. Hierbij kan handig gebruik worden gemaakt van de sturende werking van de zeilen: als bij het oploeven het grootzeil wordt aangetrokken en de fok gevierd, zal de boot automatisch gaan oploeven. Na de overstag kan de fok 'bak' gehouden worden (aan de 'verkeerde' kant aangetrokken) en het grootzeil gevierd, om op die manier sneller te kunnen afvallen dan met het roer alleen.